# Кеврекидис, Яннис
Иоа́ннис Я́ннис (Джордж) Кевреки́дис (греч. Ιωάννης Γιάννης Κεβρεκίδης, англ. Ioannis Yannis (George) Kevrekidis; род. 1959, Афины, Греция) — греческий и американский учёный в области химической технологии, вычислительной и прикладной математики. Профессор кафедры химической технологии и биоинженерии факультета инженерии и прикладных наук Принстонского университета (1986—2017) и Инженерной школы имени Уайтинга Университета Джонса Хопкинса. Среди мирового научного сообщества известность получил благодаря своим новаторским работам по моделированию сложных систем (см. Equation-free modeling), изучению динамических характеристик химических реакций, а также химических и электрохимических реакторов. Также профессор Университета Патр, приглашённый профессор Кембриджского университета, Лейпцигского университета, Колорадского университета, Калифорнийского технологического института, Лос-Аламосской национальной лаборатории и др. Член-корреспондент Афинской академии наук (2015), фелло Общества промышленной и прикладной математики (2010), Американского института инженеров-химиков (2016) и Американской академии искусств и наук (2017).
h-индекс = 70, процитирован > 17 740 раз.

## Биография

### Образование
Афинский национальный технический университет (бакалавр химической технологии, 1982), Миннесотский университет (магистр математики и доктора философии химической технологии, 1986, под руководством Лэнни Д. Шмидт и Резерфорда Ариса). Проводил исследовательскую работу в Лос-Аламосской национальной лаборатории (1985—1986).

### Карьера
Профессор Принстонского университета (1986—2017) и Университета Джонса Хопкинса (2017—н. в.).
Имеет около 15 публикаций совместно с будущим лауреатом Нобелевской премии по химии (2007) Герхардом Эртлем, с которым работал в Институте Фрица Габера при Обществе научных исследований имени Макса Планка.

## Научные интересы
Компьютерные исследования динамических систем, динамика химических и физических процессов, типы нестабильности, компьютерное моделирование сложных и многомасштабных систем, прикладная математика, алгоритмы, данные, физика твёрдого тела, физика материалов, формирование паттернов и их компьютерное исследование, вычислительная инженерия, разработка топливных элементов, идентификация и управление нелинейными системами, а также наука об окружающей среде, экологическая технология и энергетика (совместно с Афанасиосом Панайотопулосом и др.).

## Членство в организациях
- 2015 — член-корреспондент Афинской академия наук.
- 2016 — фелло Американского института инженеров-химиков[англ.][6].
- 2017 — фелло Американской академии искусств и наук[9][18].

## Награды и премии
- 1988 — Стипендия Паккарда от Фонда Дэвида и Люсиль Паккардов[англ.].
- 1989 — Президентская премия для молодого исследователя[англ.] от Национального научного фонда США.
- 1994 — Премия Аллана П. Колбёрна от Американского института инженеров-химиков.
- 1997 — Премия Бодосакиса в области прикладных наук.
- 1998 — Премия Гумбольдта.
- 2003 — Премия Дж. Д. Кроуфорда[англ.] от Группы по динамическим системам Общества содействия развитию промышленной и прикладной математики[англ.] (SIAG/Dynamical Systems J. D. Crawford Prize) за выдающиеся исследования в области нелинейной науки[19].
- 2005 — Стипендия Гуггенхайма.
- 2010 — Премия Ричарада Г. Вильгельма от Американского института инженеров-химиков.
- 2015—2017 — стипендия Института передовых исследований[англ.] Мюнхенского технического университета.
- 2016 — Премия «W. T. and Idalia Reid» от Общества содействия развитию промышленной и прикладной математики за исследования и вклад в область дифференциальных уравнений и теорию управления[20][21].
- 2016—2018 — стипендия Фонда Эйнштейна и Берлинского института имени Цузе[англ.].
- 2016 — стипендия Института математических наук имени Исаака Ньютона[англ.].
- награда от Калифорнийского технологического института.
- 2010—1011 — стипендия Мартина Гутцвиллера от Института наук Макса Планка физики сложных систем[англ.][6][12][22].

## Избранные публикации
- Diffusion maps, spectral clustering and reaction coordinates of dynamical systems, B Nadler, S Lafon, RR Coifman, IG Kevrekidis , Applied and Computational Harmonic Analysis 21 (1), 113—127.
- Equation‐free: The computer‐aided analysis of complex multiscale systems, IG Kevrekidis, CW Gear, G Hummer, AIChE Journal 50 (7), 1346—1355.
- Equation-free, coarse-grained multiscale computation: Enabling mocroscopic simulators to perform system-level analysis, IG Kevrekidis, CW Gear, JM Hyman, PG Kevrekidis, O Runborg et al., Communications in Mathematical Sciences 1 (4), 715—762.
- Coarse molecular dynamics of a peptide fragment: Free energy, kinetics, and long-time dynamics computations, G Hummer, IG Kevrekidis, The Journal of chemical physics 118 (23), 10762-10773.
- Projective methods for stiff differential equations: problems with gaps in their eigenvalue spectrum, CW Gear, IG Kevrekidis, SIAM Journal on Scientific Computing 24 (4), 1091—1106.
- «Coarse» integration/bifurcation analysis via microscopic simulators: micro-Galerkin methods, CW Gear, IG Kevrekidis, C Theodoropoulos, Computers & chemical engineering 26 (7), 941—963.
- «Coarse» stability and bifurcation analysis using time-steppers: A reaction-diffusion example, C Theodoropoulos, YH Qian, IG Kevrekidis, Proceedings of the National Academy of Sciences 97 (18), 9840-9843.
- Nonlinear model reduction for control of distributed systems: a computer-assisted study, SY Shvartsman, IG Kevrekidis, American Institute of Chemical Engineers. AIChE Journal 44 (7), 1579.
- Low‐dimensional models for complex geometry flows: Application to grooved channels and circular cylinders, AE Deane, IG Kevrekidis, GE Karniadakis, SA Orszag, Physics of Fluids A: Fluid Dynamics (1989—1993) 3 (10), 2337—2354.
- Back in the saddle again: a computer assisted study of the Kuramoto-Sivashinsky equation, IG Kevrekidis, B Nicolaenko, JC Scovel, SIAM Journal on Applied Mathematics 50 (3), 760—790.
- Approximate inertial manifolds for the Kuramoto-Sivashinsky equation: analysis and computations, MS Jolly, IG Kevrekidis, ES Titi, Physica D: Nonlinear Phenomena 44 (1), 38-60.
- On the computation of inertial manifolds, C Foias, MS Jolly, IG Kevrekidis, GR Sell, ES Titi, Physics Letters A 131 (7), 433—436[23].